# Kumbakonam
Kumbakonam (Tamil: கும்பகோணம் Kumpakōṇam [ˈkumbəkoːɳʌm], auch Kumbhakonam) ist eine Stadt im südindischen Bundesstaat Tamil Nadu. Sie liegt im Kaveri-Delta im Distrikt Thanjavur. Die Einwohnerzahl beträgt rund 140.000 (Volkszählung 2011). Kumbakonam ist eine Tempelstadt mit zahlreichen bedeutenden Hindutempeln. Alle zwölf Jahre findet hier das Mahamaham-Fest statt, das Millionen Pilger anzieht.

## Geografie
Kumbakonam liegt im Kaveri-Delta im Distrikt Thanjavur in Zentral-Tamil-Nadu rund 300 Kilometer südlich von Chennai (Madras) und 40 Kilometer nordöstlich der Distrikthauptstadt Thanjavur. Die Stadt ist Hauptort des Taluks Kumbakonam. Kumbakonam liegt zwischen dem Kaveri-Hauptarm im Norden und einem weiteren Mündungsarm, dem Arasalar im Süden. Die Stadtgemeinde (municipality) Kumbakonam hat eine Fläche von 12,6 Quadratkilometern.

## Geschichte
Die Region des Kaveri-Deltas, zu der Kumbakonam gehört, ist das historische Kernland der Chola-Dynastie, die zwischen dem 9. und 13. Jahrhundert zu den wichtigsten Mächten Südindiens gehörte. Nach dem Niedergang des Chola-Reiches kam Kumbakonam unter die Herrschaft des Vijayanagar-Reiches. Ab 1535 wurde die Region von den Nayaks von Thanjavur, ab 1674 dann von den ebenfalls in Thanjavur residierenden Marathen-Königen beherrscht. 1799 wurde Kumbakonam zu einem Teil Britisch-Indiens und in die Provinz Madras eingegliedert. Nach der indischen Unabhängigkeit 1947 kam die Stadt zum Bundesstaat Madras, der 1969 in Tamil Nadu umbenannt wurde.

## Bevölkerung

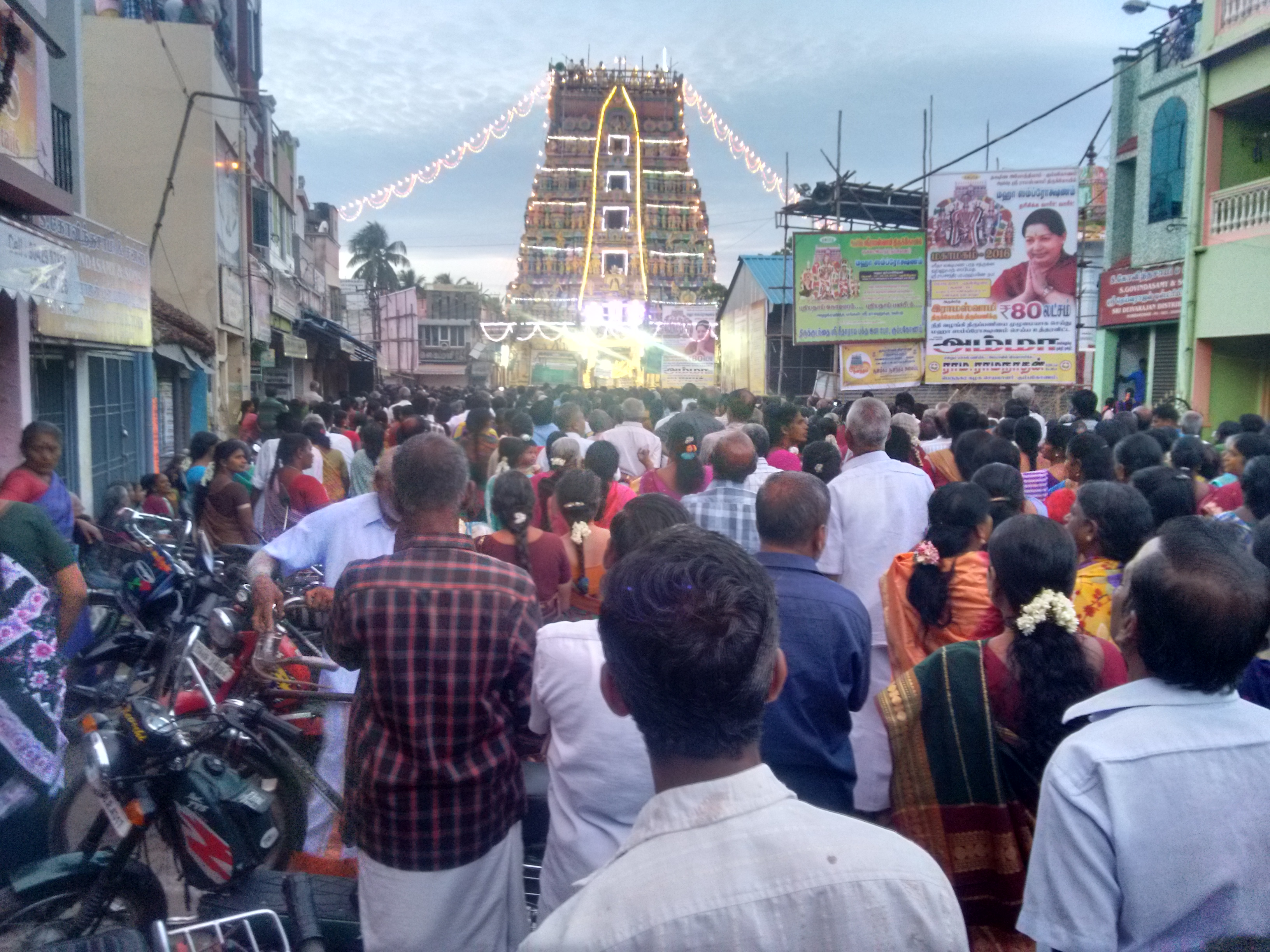
Menschenmenge vor dem Ramaswamy-Tempel in Kumbakonam

Nach der Volkszählung 2011 hat Kumbakonam 140.156 Einwohner. Damit ist Kumbakonam nach dem Hauptort Thanjavur die zweitgrößte Stadt des Distrikts Thanjavur. 86 Prozent der Einwohner Kumbakonams sind Hindus, 10 Prozent sind Muslime und 4 Prozent Christen. Kumbakonam ist Sitz des römisch-katholischen Bistums Kumbakonam. Die Hauptsprache ist, wie in ganz Tamil Nadu, das Tamil, das von 93 Prozent der Bevölkerung als Muttersprache gesprochen wird. Daneben gibt es eine Minderheit von Sprechern des Saurashtri, die 5 Prozent der Bevölkerung ausmachen.

## Religiöse Bedeutung

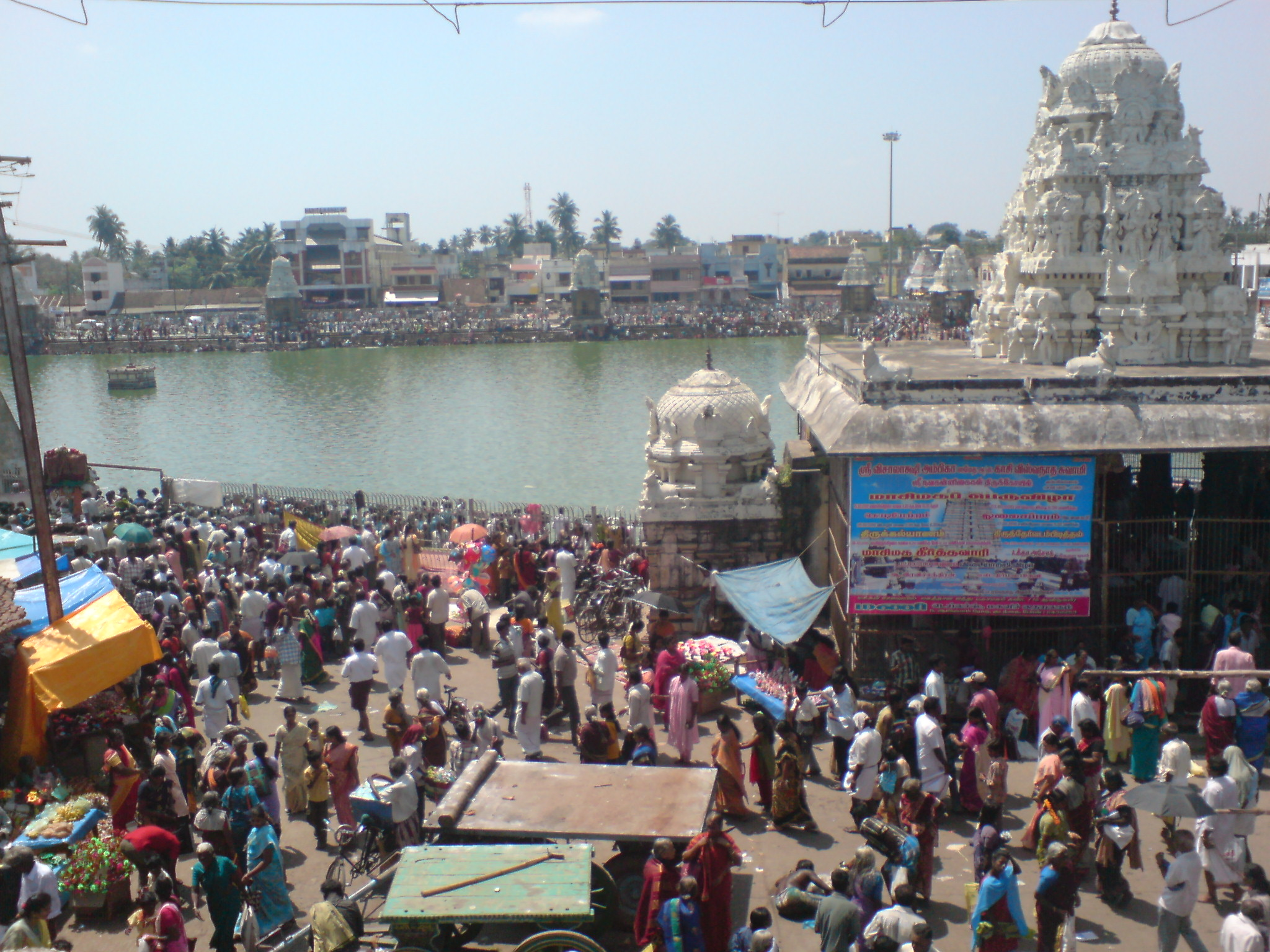
Der Tempelteich während des Maham-Festes 2010

Kumbakonam ist eine bedeutende Tempelstadt. Dem Mythos zufolge soll der Topf (Sanskrit: kumbha) mit dem Trank der Unsterblichkeit (Amrita) vom Weltenberg Meru fortgeschwemmt und an der Stelle von Kumbakonam gelandet sein. Gott Shiva habe daraufhin das Gefäß mit einem Pfeil zerstört und aus den Scherben ein Linga geformt, das heute im Zentrum des Kumbareshwara-Tempels stehen soll. An der Stelle, an welche der Unsterblichkeitstrank dem Mythos zufolge floss, befindet sich heute der Tempelteich.
Der Tempelteich steht im Mittelpunkt des Mahamaham-Festes, das alle zwölf Jahre (zuletzt 2016) zu einem astrologisch genau bestimmten Termin im tamilischen Monat Masi (Februar/März) stattfindet. Zahllose Pilger strömen dann nach Kumbakonam, um ein rituelles Bad im Tempelteich zu nehmen, der sich zu diesem Zeitpunkt angeblich mit heiligem Ganges-Wasser füllt. 2016 wurde das zehntägige Mahamaham-Fest von 4,4 Millionen Menschen besucht. Allein 1,1 Millionen versammelten sich am Haupttag zu einem Bad im Tempelteich. Eine kleinere Version des Festes findet jährlich statt. Auch abseits des Mahamaham-Festes zieht Kumbakonam zahlreiche Pilger an. Im Jahr 2011 wurden 5,4 Millionen Besucher gezählt.

## Kultur und Sehenswürdigkeiten
Wegen seiner religiösen Bedeutung besitzt Kumbakonam zahlreiche Hindutempel, die zum größten Teil auf die Chola-Zeit zurückgehen. Angeblich sollen sich innerhalb der Stadtgrenzen 188 Tempel befinden. Der Haupttempel der Stadt ist der dem Gott Shiva geweihte Kumbeshwara-Tempel. Er geht in seiner heutigen Form auf das 12. Jahrhundert zurück, wurde aber bereits im 7./8. Jahrhundert in den Tevaram-Hymnen der Dichterheiligen Appar und Sambandar besungen. Er zählt damit zu den 274 heiligen Orten des tamilischen Shivaismus (Padal Petra Sthalams), ebenso wie zwei weitere Shiva-Tempel in Kumbakonam: Der Kashi-Vishwanatha-Tempel und der Nageshwara-Tempel. Letzterer wurde im 9. Jahrhundert erbaut und zeichnet sich durch seine exquisiten Skulpturen aus. Der wichtigste Vishnu-Tempel Kumbakonams ist der im 13. Jahrhundert erbaute Sarangapani-Tempel mit seinem imposanten 53 Meter hohen Torturm (Gopuram). Der Sarangapani-Tempel zählt zu den 108 heiligen Orten des tamilischen Vishnuismus (Divya Desams).
Zahlreiche andere bedeutende Hindutempel befinden sich in kleineren Orten in der Umgebung Kumbakonams, so der Murugan-Tempel von Swamimalai sowie mehrere der Navagraha-Tempel, einer Gruppe von neun Hindu-Tempeln im Kaveri-Delta, die mit den Himmelskörpern assoziiert werden. Aus touristischer Sicht von Interesse ist Kumbakonam ferner als Ausgangspunkt für die Besichtigung der Chola-Tempel von Darasuram (5 Kilometer südwestlich) und Gangaikonda Cholapuram (33 Kilometer nördlich), die zusammen mit dem Brihadishvara-Tempel von Thanjavur zum UNESCO-Weltkulturerbe gehören (siehe Große Tempel der Chola-Dynastie).
Kumbakonam gilt bis heute als Hochburg des orthodoxen Hinduismus und der brahmanischen Kultur in Tamil Nadu. Die Stadt ist auch für ihre Kaffeekultur bekannt. Besonders hochwertiger Filterkaffee ohne Zusätze und mit reiner Kuhmilch wird in ganz Tamil Nadu als Kumbakonam Degree Coffee vermarktet.

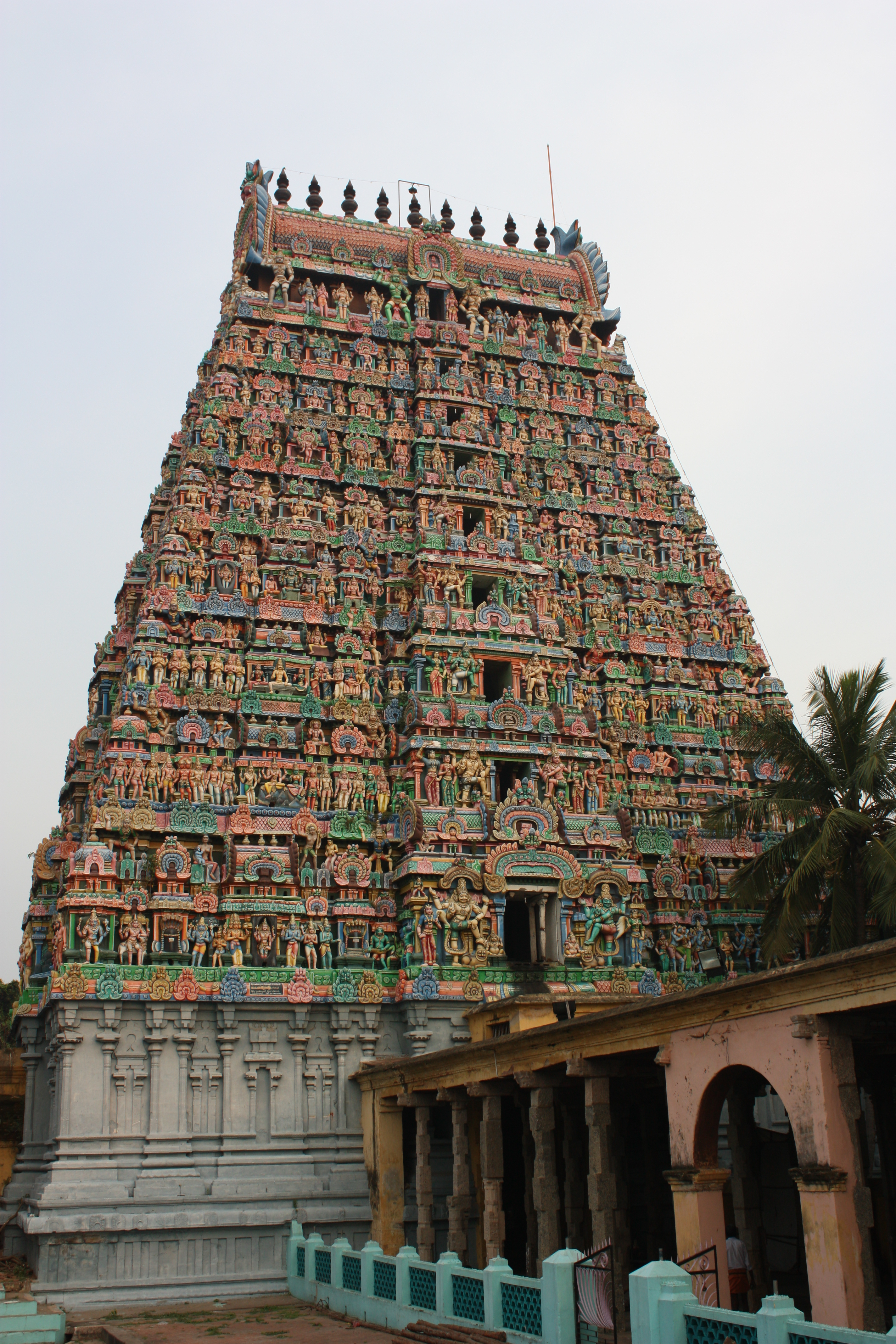
Kumbheshwara-Tempel
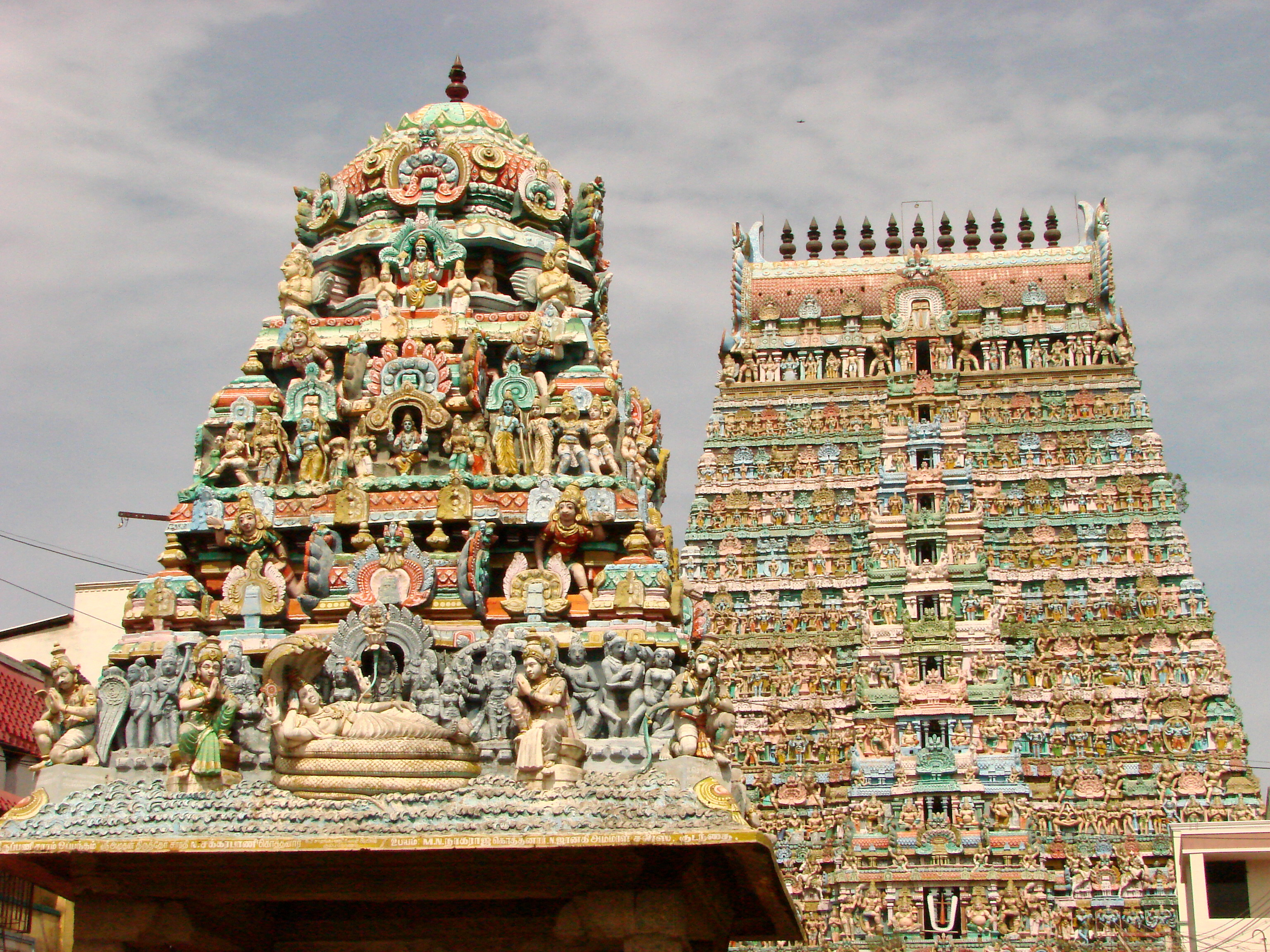
Sarangapani-Tempel
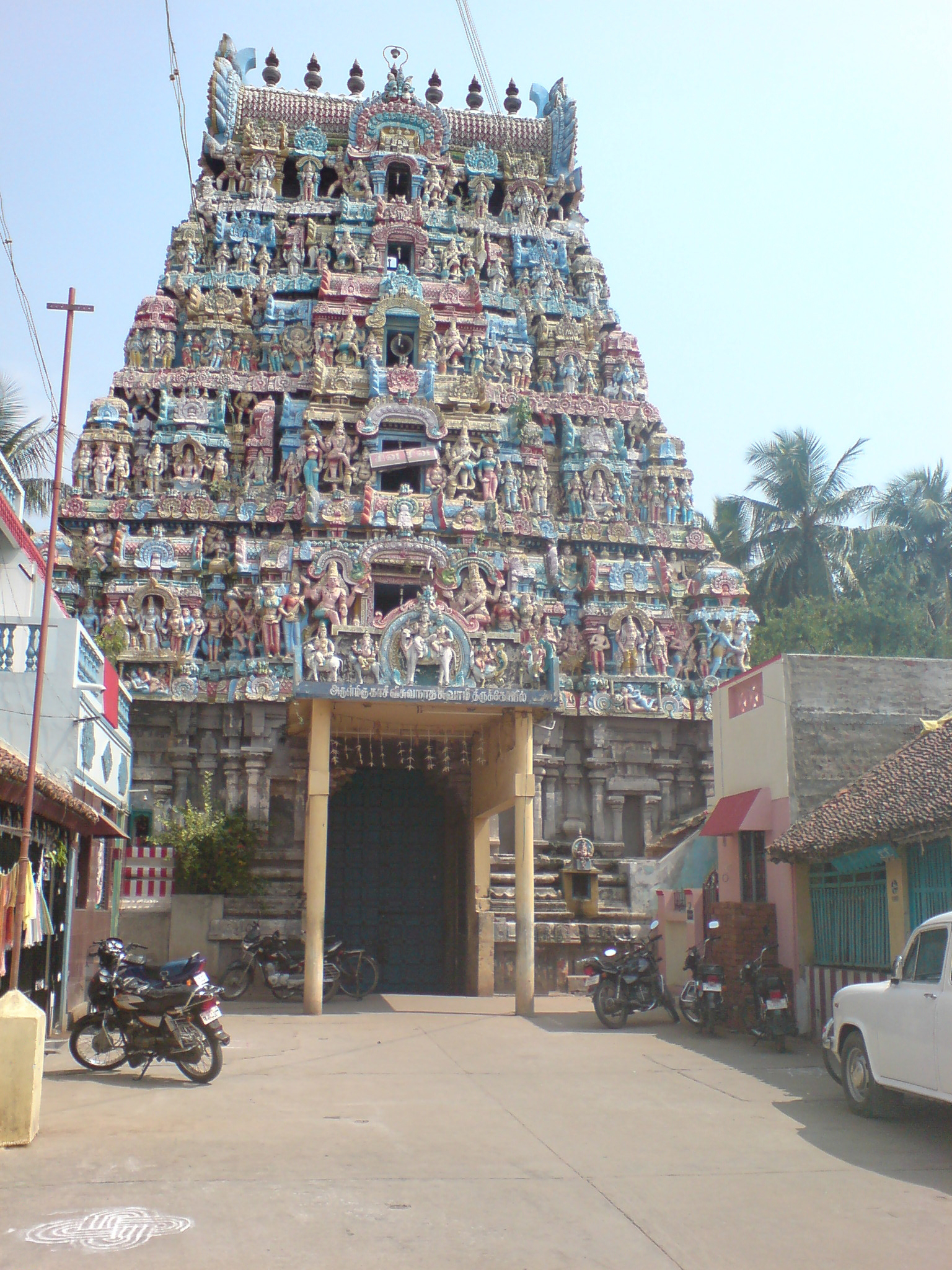
Kashi-Vishwanatha-Tempel
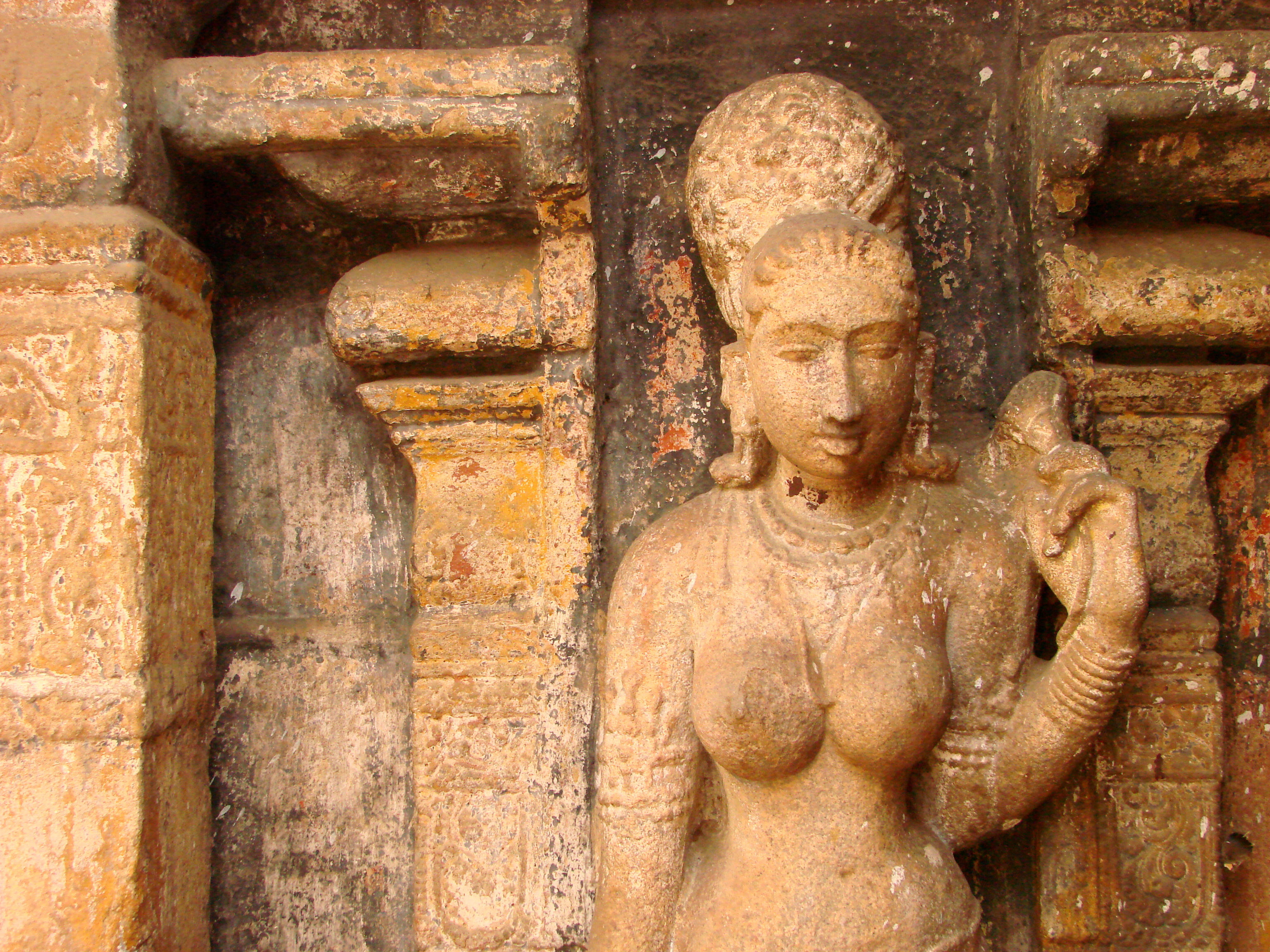
Figurenschmuck im Nageshwara-Tempel

## Persönlichkeiten
- S. Ramanujan (1887–1920), Mathematiker (verbrachte den Großteil seines Lebens in Kumbakonam)
- U. V. Swaminatha Iyer (1855–1942), Philologe (wirkte von 1880 bis 1903 in Kumbakonam)
- M. S. Swaminathan (1925–2023), Agrarwissenschaftler (in Kumbakonam geboren)